# 필리피 컬렉션

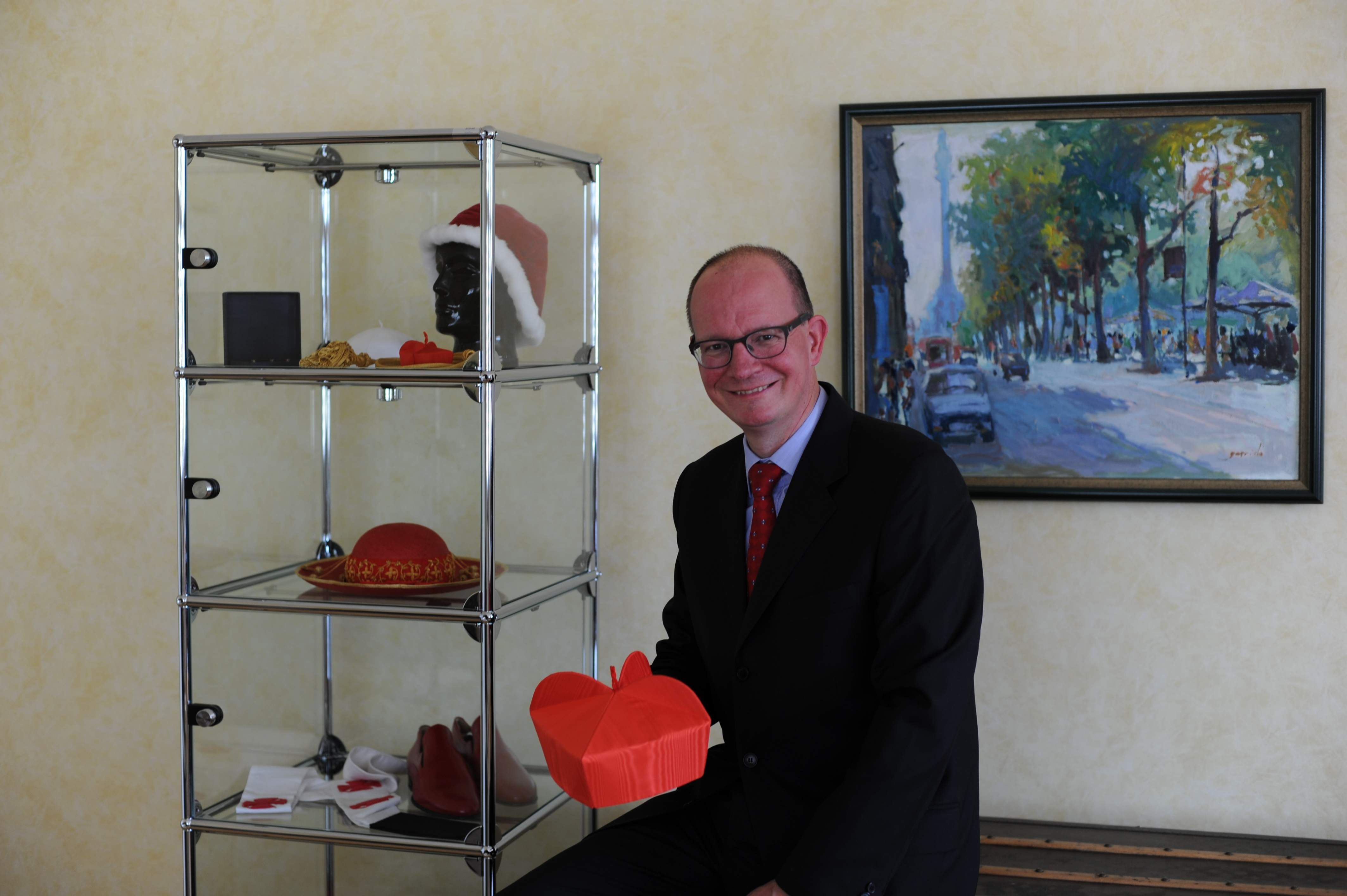
디터 필리피

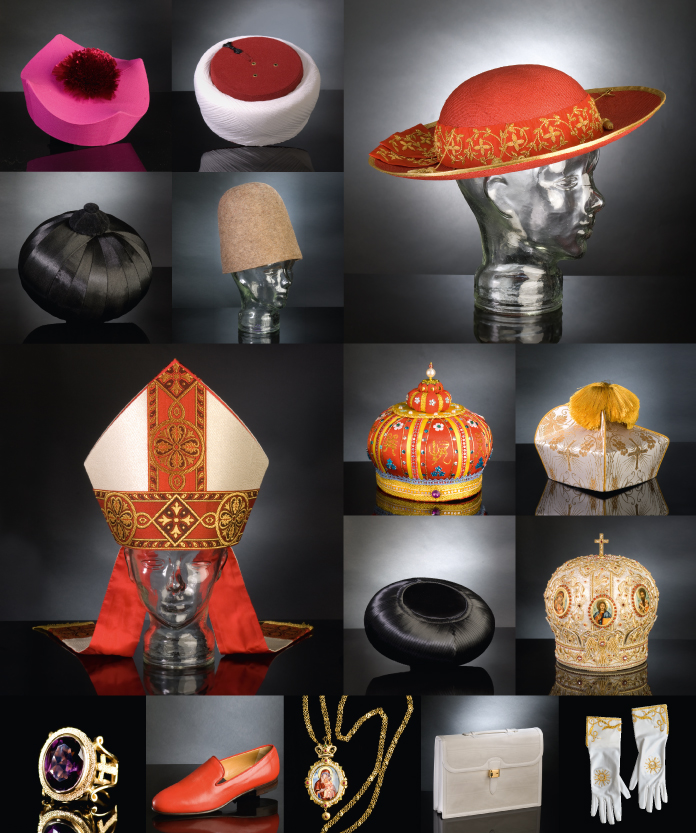
필리피 컬렉션의 선별된 물건들

필리피 컬렉션(Philippi Collection)은 성직자, 종교 및 영적 쓰개의 독일의 개인 컬렉션이다. 이 컬렉션은 종교와 성직자의 머리 덮개의 역사, 공유된 뿌리 및 다양성을 보여준다.

## 설명
필리피 컬렉션은 키르켈에 위치한 독일 통신 유통업체의 CEO이자 기업가인 디터 필리피(Dieter Philippi)가 수집한 개인 컬렉션이다.
컬렉션의 주요 초점은 기독교, 이슬람교, 유대교, 카오다교, 신도, 불교, 시크교, 자유 교회, 수피교, 아나뱁티즘 및 기타 신앙 공동체에서 수집한 500개 이상의 모자이다.
이 컬렉션에는 사무용 및 교회용으로 사용되는 100개 이상의 액세서리도 포함되어 있다. 여기에는 교황청 신발, 장갑, 팔리아, 가슴 십자가, 주교 및 교회 반지, 교황 도자기 조각 및 띠가 있다. 컬렉션에는 52개의 가슴 크로스 코드가 포함되어 있다.

## 같이 보기
- 주교관
- 주케토